# Omán en los Juegos Olímpicos de Londres 2012
Omán estuvo representado en los Juegos Olímpicos de Londres 2012 por tres deportistas, dos hombres y una mujer, que compitieron en dos deportes.
El portador de la bandera en la ceremonia de apertura fue el tirador Ahmed Al-Hatmi. El equipo olímpico omaní no obtuvo ninguna medalla en estos Juegos.